# 策勒村事件
策勒村事件（又称为安集延布哈拉事件或俄侨事件）是指1912年6月23日在中华民国新疆省策勒村（今策勒县）发生的以维吾尔人为主体反对俄罗斯帝国在新疆扩张的一次纠纷。事件导致中方3人死亡1人受伤，俄方29人死亡，最终以中方人员受到处理而告终。

## 背景
1909年，索柯夫（Sokov）前往喀什噶尔担任俄国驻喀什噶尔总领事。索柯夫上任后，由于俄国政策的改变，俄国政府与中国政府的摩擦逐渐增多，俄国方面从中国运往俄国的货物均需完整的缴税，如果是中国商人运送的货物则一律被阻拦。中国政府方面也有禁止向俄国人进行土地、房屋的贸易，禁止中国妇女嫁给俄国人。除了官方层面互相争对，民间的纠纷也与日俱增，1910年，袁鸿佑在第二次司牙孜上有超过2800件案件结案，其中将近百起索柯夫认为对俄国人利益有害的诉讼中，袁鸿佑也未尝给予足够的合作。1910年6月，曾担任俄国驻上海和沈阳领事的贝伦斯（E. Behrens）前往喀什噶尔出任俄国驻喀什噶尔领事馆的秘书。贝伦斯在新疆的任务之一便是通过在南疆甚至全疆各地委派商约“阿克萨哈尔”发展俄侨。侨胞证甚至发给了一些来自于巴尔蒂斯坦、吉德拉爾和吉尔吉特的商人，这种发展俄侨导致侨民仅百余人，却发出去超过2000张俄籍证书，有时候在新疆地区使用的免税贸易凭证“通商票”也被视作为俄籍证明，当时新疆境内40多个县，没有一个县是没有外国乡约的。
1911年10月10日，武昌起义胜利，此举促使了新疆各地的革命党人的行动，1911年12月28日，1912年1月7日相继爆发了迪化起义、伊犁起义。与清军对峙的伊犁革命党人与南疆哥老会取得联系后，推动其在南疆进行武装起义，1912年4月13日至5月7日，分别在阿克蘇道、焉耆府、库车直隶州等地发生了暗杀清朝官员的事件，其中5月7日，袁鸿佑准备起身前往迪化任新疆都督之位之时，被喀什哥老会首领边永福、魏得喜刺杀，此举被称为喀什噶尔起义。俄方为避免革命党起义胜利后动摇俄国在南疆的势力，1912年6月22日，俄军借保商之名派遣300名哥萨克军人并两个步兵连及三挺机枪组成的部队进入喀什，虽然中方曾抗议认为俄军已超过双方协商领事馆卫兵人数并要求俄方撤军，然而俄驻北京公使答复说“我方所派军队人数从未作为谈判条件，决不可能撤军”。

## 起因
俄国驻喀什噶尔领馆委派至策勒村的阿克萨哈尔是自称安集延人的色依提·阿吉。色依提16岁时随商人前往俄国，并在俄国的宗教学校学习并毕业，后加入俄籍。在被派往于阗后与策勒村阿卜列孜·哈日之女结婚后便在策勒村居住了下来。色依提在于阗、策勒村通过免税、受俄国保护等特权发展俄侨超过260户，这些人将自己的出生地修改为俄属奧什州、安集延等地。
1912年2月，策勒村面临着缺水的自然条件，色依提占有水利，提出只要加入俄籍，便有任用渠水的权利，同时不用再缴纳粮税。而不愿意加入俄籍的人如穆罕买提·托乎提等三人被吊打以及监禁15天，另外，如果不是加入俄籍的人，如果用水灌溉田地则需要缴纳一半的农作物才能使用。贾依麻勒、吾卡特等村因为没有人加入俄籍，色依提拒绝供水导致这些地方的秧苗枯死。面对色依提的行为，策勒村人苏皮尔格首先站出来反对，并公开宣告：“不准沙俄分裂策勒”。苏皮尔格等人将色依提告上于阗县衙，色依提被扣押。然而，贝伦斯此时前往于阗并使用其领事裁判权将色依提带回和田。5月，喀什领馆因“证据不齐”将色依提释放。6月16日，色依提试图让每个人都支付20两至25两来购买俄国国籍的证明，对仍不愿意加入俄籍者进行威逼，打伤托和奈庄百户长牙合买提等。苏皮尔格前往和阗道控告色依提“结集殷实户民，通令买票投俄”。此时喀什地区已经被喀什哥老会控制，哥老会派出驻叶尔羌参将熊高升和赵大胜前往当地查办色依提案。6月21日，色依提在其府邸召集百名俄籍居民并将他们全副武装并悬挂俄国国旗。熊高升派翻译巴加维丁别克5次传唤色依提，色依提都置之不理，并持枪宣称要和汉吏以及控告他的苏皮尔格决一死战。

## 经过
6月23日，熊高升及5名士兵前往策勒村，并三次传讯色依提，色依提依然置之不理。熊高升及策勒村村民前往色依提府邸，三四百名村民“呼声若雷 , 奋勇争先”。在众人到达色依提住所之后，熊派军士周树棠等人传讯色依提，色依提开枪拘捕打死周树棠等两名哥老会成员以及一名群众，还有一人受伤。此举激怒了当地居民，当地居民联合熊高升叫来的支援，焚烧了色依提的府邸，色依提易服后乘夜逃走，而被召集的俄籍人员则有28至29人死亡。俄文档对此事件的描述为熊高升、赵大胜本试图阻止前往色依提宅的居民并派周树棠劝色依提离开，然而色依提将周击毙，色依提住处起火，几十俄侨葬生于火中，色依提逃匿。

## 结果
1913年1月，杨缵绪到喀什噶尔就任提督并接替王炳堃与俄国会谈。2月21日，“策勒村案”在喀什开庭审理，索柯夫亲自陪审。最终达成《中俄策勒村协定》，《协定》规定：中方向俄方赔偿7.10406万两（合计9.10126万卢布），喀什道尹王炳堃、和田知事唐允中被免职，熊高升被判处12年徒刑，赵大胜被判处6年苦役，其他哥老会成员押解迪化，40名中国穆斯林被判刑4至10年并押送至大阿图什矿场，在领事馆的监督下服刑。
袁世凯责令新疆总督杨增新严惩凶手，授予俄国驻华公使库朋斯齐“中华民国一等嘉禾勋章”，授予俄国驻喀什噶尔副领事喀根斯、领事馆翻译斐多罗“中华民国五等嘉禾勋章”，表彰他们在办理策勒村案时的功劳。
事件的发生，也鼓舞了当地村民，村民取消了当地阿克萨哈尔和俄籍学校。俄国对喀什增兵500，以至俄国驻喀什噶尔地区军队人数达840人。俄国喀什噶尔派遣军总司令巴布洛夫上校曾承认索柯夫总领事是想要把新疆变成他自己任总督的属于俄罗斯帝国的一个省，如果不是1911年秋在南疆过分的挑衅行为，事件可能就不会发生。

## 纪念馆
距离策勒县以西2公里的策勒乡有国家2A级旅游景区“策勒人文生态旅游园”，“策勒村事件纪念馆”是旅游园核心景点之一。馆内陈设有部分实物以及记载着苏皮尔格以及熊高升的事迹以及“策勒村事件”的经过。馆区南侧是苏普尔格纪念馆，西侧则是司马义·艾买提故居。

## 备注
1. ↑  一些来源称其其实为和阗人[6]。另外也有来源称他为赛义德[5]
2. ↑  一说千余名[6]。